# Yu Jong-hui
Yu Jong-hui (21 de março de 1986) é uma futebolista norte-coreana que atua como defensora.

## Carreira
Yu Jong-hui integrou o elenco da Seleção Norte-Coreana de Futebol Feminino, nas Olimpíadas de 2008. 